# Micrargeriella
Micrargeriella es un género con siete especies de plantas de flores de la familia Scrophulariaceae. 

## Especies seleccionadas
- Micrargeriella aphylla

- Datos: Q10329546